# Alfred Bollinger
Alfred Bollinger (* 4. Oktober 1896 in Wilchingen; † 4. April 1992 in Herisau, reformiert, heimatberechtigt in Beringen) war ein Schweizer Journalist und Politiker (FDP).

## Leben
Alfred Bollinger wurde am 4. Oktober 1896 als Sohn des Lehrers Heinrich Bollinger in Wilchingen geboren. Nach Abschluss von Schulen in Dübendorf sowie des Gymnasiums in Schiers studierte Alfred Bollinger an den Universitäten Lausanne und Zürich, wo er 1922 zum Dr. rer. pol. promovierte.
Im Anschluss war Bollinger von 1922 bis 1967 als Inlandredaktor der Appenzeller Zeitung, deren Linie als freisinniges Parteiblatt mit kritischer Haltung gegenüber totalitären Systemen er mitprägte, tätig. Zudem fungierte er 1946 als Mitbegründer des Historischen Vereins Herisau.
Bollinger, langjähriges Vorstandsmitglied der FDP-Kantonalpartei, gehörte in den Jahren 1934 bis 1939 dem Ausserrhoder Kantonsrat an.
Alfred Bollinger, der mit Mathilde Nelly, geborene Müller, verheiratet war, verstarb am 4. April 1992 im Alter von 95 Jahren in Herisau. Sein gleichnamiger Sohn Alfred Bollinger wurde Mediziner und Professor.